# Pressigny-les-Pins
Pressigny-les-Pins är en kommun i departementet Loiret i regionen Centre-Val de Loire strax norr Frankrikes mitt. Kommunen ligger i kantonen Châtillon-Coligny som tillhör arrondissementet Montargis. År 2022 hade Pressigny-les-Pins 530 invånare.

## Befolkningsutveckling
Antalet invånare i kommunen Pressigny-les-Pins
| Referens: INSEE |